# Anarrhinum longipedicellatum
Anarrhinum longipedicellatum  (comumente conhecido como maceróvia-pendunculada) é uma espécie de planta com flor pertencente à família Scrophulariaceae. 
A autoridade científica da espécie é R. Fern., tendo sido publicada em Boletim da Sociedade Broteriana II, 33: 14. 1959.

## Portugal
Trata-se de uma espécie presente no território português, nomeadamente em Portugal Continental, limitado às bacias hidrográficas do Vouga e do Paiva.. Pode ser observada no Geopark Arouca.
Em termos de naturalidade é endémica da região atrás referida.

## Protecção
Encontra-se protegida por legislação portuguesa ou da Comunidade Europeia, nomeadamente pelo Anexo V da Directiva Habitats.